# Master of Orion
Master of Orion è un videogioco strategico a turni del genere 4X sviluppato dalla Simtex e pubblicato dalla MicroProse il 6 settembre 1993 per i sistemi MS-DOS e Macintosh. Capostipite dell'omonima serie e primo gioco della Simtex, permette al giocatore di espandere il proprio impero spaziale costruendo colonie sui vari pianeti, difendendolo dagli imperi nemici e trionfando tramite la conquista militare o una risoluzione pacifica diplomatica. L'espressione 4X, che indica questo tipo di giochi di gestione di imperi, venne coniata proprio in occasione dell'uscita di Master of Orion.

## Modalità di gioco
Il gioco consente solamente partite a giocatore singolo contro il computer, che controlla da uno a cinque imperi rivali a seconda delle scelte iniziali. Sono presenti dieci razze giocabili, ognuna con i propri benefici. Sia il giocatore che l'IA sono incaricati di gestire le colonie, la tecnologia, la costruzione delle navi, la diplomazia interrazziale e il combattimento tra le flotte.
Le mappe casuali, delle quali è possibile scegliere solo le dimensioni della galassia oltre che il numero di avversari e la difficoltà di gioco, sono bidimensionali e disseminate di stelle; ogni stella ospita un rispettivo pianeta ospitabile, ma vi sono delle rare eccezioni che non ne ospitano alcuno. I pianeti abitabili si presentano con vari terreni (tundra, oceano, terrano, steppe, irradiato, arido, ecc.) e caratteristiche (abbondanza o povertà, ambiente ostile, ecc.). Esiste però anche un pianeta unico che appare sempre in ogni partita: si tratta di Orione, considerato il "Trono degli Antichi", il più grandioso del gioco e protetto da una potentissima navicella chiamata Guardian. Il gioco presenta anche degli eventi casuali, come supernove, giacimenti scoperti o esauriti, comete, terremoti e altro ancora.
Ogni pianeta presenta vari parametri: ambiente planetario (molti dei quali non usufruibili fin da subito e che richiedono dunque tecnologie avanzate, eccetto per i Silicoidi), dimensioni (che determinano la capacità massima di popolazione), ricchezza (che determina la produttività industriale della colonia) e abitabilità (che determina la crescita demografica). Molti pianeti ostili possono essere ricchi o super ricchi di minerali, mentre vi sono pianeti contenenti artefatti di un'antica civiltà ormai scomparsa. Tutti i pianeti, a patto che si possiedano le tecnologie appropriate, possono essere promossi alla classe Gaia in tre modi: la terraformazione (che incrementa la capacità demografica), l'arricchimento del terreno (non usabile su pianeti ostili, e che aumenta anch'essa la capacità e crescita demografica) e la terraformazione atmosferica (che trasforma i pianeti ostili in pianeti normali). Ogni colonia presenta cinque barre nella parte destra dello schermo, che rappresentano la costruzione delle navi, le difese planetarie, la costruzione industriale, l'ecologia e la ricerca. Ogni unità della colonia (ogni milione di abitanti equivale a 1 unità) genera produzione, soprattutto quando aiutato dalle industrie, che possono essere costruite entro un certo limite.
Le navi possono viaggiare attraverso un qualsiasi sistema stellare nel loro raggio; se non è possibile per una flotta raggiungere un determinato sistema, il giocatore ne sarà avvertito e dovrà dunque ricercare nuove tecnologie che aumentino il raggio d'azione delle flotte. Nel caso entrino in contatto con un'altra flotta (cosa che può avvenire solo nell'orbita di un pianeta, dato che non è possibile intercettare una flotta in viaggio), avverranno i combattimenti, che possono anche essere risolti in maniera automatica e che si decidono solitamente più per il vantaggio numerico e tecnologico che tramite tattiche ingegnose.
Le ricerche tecnologiche si dividono in sei campi indipendenti: Computer, Costruzione, Campi di Forza, Scienza Planetaria, Propulsione e Armi. Se una navicella usa una componente proveniente da un'area tecnologica specifica, i suoi aggiornamenti ridurranno i costi e lo spazio che la componente impiega, tramite l'effetto della "miniaturizzazione". Una volta ricercate tutte le tecnologie in un'area, è possibile scoprire le "tecnologie avanzate", le quali, anche se non apportano nuove migliorie, incrementano la miniaturizzazione delle componenti delle navi, portando a costi e ingombri sempre minori. Il giocatore può possedere fino a sei diversi progetti di navicelle (e inizia con cinque): costruito il sesto, se si intende costruire un nuovo progetto, dovrà scartarne uno già esistente, eliminando così tutte le navicelle a esso relative.
La diplomazia consente doni in denaro o tecnologie, scambi tra ricerche scientifiche, patti commerciali, trattati di non aggressione, alleanze, minacce, dichiarazioni di guerra e trattati di pace. Al contrario di altri giochi, le battaglie tra flotte non portano automaticamente all'apertura delle ostilità, poiché esse possono accadere anche ai primissimi turni, nei quali è normale ritrovarsi di fronte navi esploratrici di proprietà di altri giocatori; dunque, a meno che entrambe le parti non firmino almeno un trattato di non aggressione, ci sarà sempre la possibilità di combattimenti tra le loro flotte anche fornite di armi potentissime per entrambi gli schieramenti senza però sfociare in una guerra vera e propria. Un assalto terrestre è invece sempre considerato una grave provocazione, in quanto è mirato a un pianeta abitato, e comporta una guerra non dichiarata, con conseguente grave sfiducia nei confronti dell'aggressore. Ogni giocatore IA rimane sempre memore degli atti del giocatore, siano essi positivi o negativi, e rifiuterà ogni alleanza con coloro che si sono macchiati di gravi atti come la rottura di trattati precedenti. Le colonie possono essere bombardate dalle navi nello spazio, e attaccate dagli eserciti terrestri una volta ritenute abbastanza deboli. Per guidare un assalto terrestre, bisogna mandare attraverso una flotta parte della popolazione coloniale di un pianeta in proprio possesso a quello che si intende conquistare, cosa fattibile se si trova nel suo raggio d'azione; se e quando gli invasori raggiungeranno il pianeta (può infatti capitare che le navi che attaccano la colonia nemica vengano intercettate da una flotta in suo soccorso), partirà la battaglia terrestre, il cui esito dipenderà dalla superiorità numerica, dai vantaggi tecnologici e dall'eventuale bonus specifico dei Bulrathi (se presenti nella partita e nella battaglia).
Ogni giocatore controllato dal computer possiede un duplice tratto che rappresenta una personalità (tra le quali troviamo Xenofobica, Onorevole o Pacifistica) e un obiettivo (come Militarista, Ecologista, Espansionista o Tecnologista), guidandone così la gestione politica ed economica: ad esempio, i Militaristi si affidano a grandi flotte e alle tecnologie che apportano nuovi benefici militari, portandosi dunque in potenziale vantaggio nelle battaglie spaziali e terrestri, mentre gli Ecologisti impiegano i loro sforzi al controllo dell'inquinamento e alla terraformazione, migliorando così la qualità dei pianeti da loro colonizzati. I tratti di ogni razza variano di partita in partita, e anche se ogni razza ha il suo tratto preferito evitando il suo opposto, possono subire occasionali rivolte e cambiare tratti.
Ogni giocatore inizia con un mondo singolo, una nave coloniale e due navi esploratrici, e può vincere una partita eliminando tutti gli avversari tramite la conquista di tutti i loro pianeti od ottenendo un'unificazione pacifica con la maggioranza dei voti al Gran Consiglio: in esso si incontrano infatti i leader di tutte le fazioni ancora in gioco, i quali votano per i candidati al ruolo di Cancelliere Supremo della Galassia, che sarà dato al giocatore che otterrà una maggioranza deliberativa pari almeno a due terzi dei voti totali.

## Razze giocabili
- Alkari: sono degli uccelli antropomorfi che, grazie alle loro doti di eccellenti piloti, schivano più facilmente i colpi dei nemici, ai quali presentano anche una maggior resistenza.
- Meklar: sono delle macchine senzienti che sembrano nate dai molluschi; sono deboli fisicamente, ma sono anche maestri nella cibernetica e possono controllare molte più industrie del solito.
- Silicoidi: questi esseri composti di rocce e plasma sono immuni agli effetti dell'inquinamento, e possono fin da subito colonizzare qualsiasi sistema di qualsiasi ambiente, ma non beneficiano di alcun effetto ambientale positivo, e la loro crescita demografica è dimezzata rispetto alle altre.
- Umani: seppur deboli nel fisico rispetto a molte altre razze, sono eccellenti commercianti e fidati diplomatici; il loro commercio frutta il 25% in più, gli effetti positivi diplomatici sono raddoppiati, e aumentano i livelli diplomatici nei trattati e nel Gran Consiglio.
- Psilon: la mente superiore di questi alieni simili all'archetipo classico degli extraterrestri aumenta del 50% la velocità di ricerca in tutti i campi, dove il costo base è dell'80% (invece del 100% rispetto allo standard).
- Klackon: sono una sorta di formiche antropomorfe che vivono in un alveare in armonia e collaborazione reciproca; ogni abitante delle loro colonie raddoppia gli introiti sul proprio campo attuale.
- Darlock: questi mutaforma possono cambiare aspetto quando vogliono, rendendoli ottime spie e raddoppiando così i bonus di spionaggio, sabotaggio e sicurezza.
- Bulrathi: questi esseri simili ad orsi possiedono grandi forze fisiche, e ottengono un bonus di 20 punti forza in ogni attacco terrestre.
- Mrrshan: discendenti dei felini, sono ottimi cacciatori, e si sono meritati la reputazione di migliori artiglieri dell'universo. Le loro navi si muovono per prime in ogni situazione, e possono schivare più velocemente gli attacchi nemici.
- Sakkra: questi rettili umanoidi si riproducono il 50% più velocemente e oltre ogni bonus positivo ambientale.

## Sviluppo
Master of Orion è una versione ridefinita del suo prototipo mai pubblicato chiamato Star Lords, spesso chiamato dai fan Master of Orion 0 (non va confuso con Starlord, che funziona in modo simile ed è stato anch'esso pubblicato dalla MicroProse nel 1993). Il prototipo, completamente giocabile seppur poco attraente, è stato pubblicato come freeware nel 2001, in anticipo al lancio di Master of Orion III. Tra le grandi differenze tra Star Lords e Master of Orion troviamo una grafica e un'interfaccia inferiore, diplomazia e commercio più semplice, una ricerca scientifica indiretta, una mancanza di salvaguardia che impedisce ai giocatori di costruire più industrie del necessario e l'uso dei trasporti, e non delle navi coloniali, per colonizzare nuovi pianeti; Star Lords presenta però una caratteristica assente in Master of Orion, ovvero una tabella dei rapporti tra le razze controllate dall'IA. Il prototipo è scaricabile gratuitamente su FilePlanet e sul sito ufficiale di Master of Orion III.

## Accoglienza
| Testata              | Versione | Giudizio |
| -------------------- | -------- | -------- |
| AllGame              | Mac      | 5/5      |
| CGW                  | PC       | 4.5/5    |
| Next Generation      | ?        | 2/5      |
| The Games Machine    | PC       | 84%      |
| Computer+Videogiochi | PC       | 83%      |

La rivista Computer Gaming World ha descritto Master of Orion come "il meglio che la conquista galattica abbia da offrire". Il gioco è stato nominato come miglior strategico del 1993 dalla Computer Games Strategy Plus, e nel giugno 1994 ha vinto il premio Miglior Strategico dell'Anno da parte di Computer Gaming World, che lo ha considerato "un gioco degno di essere chiamato un "Civilization nello spazio"", che "epitoma ed espande il tema della conquista della galassia negli strategici".
Nel 1998, PC Gamer ha considerato il gioco il 45° miglior gioco per PC mai pubblicato, considerandolo "una grande epica fantascientifica spaziale".

## Serie
I seguiti ufficiali di Master of Orion sono:
- Master of Orion II: Battle at Antares (1996)
- Master of Orion III (2003)
- Master of Orion: Conquer the Stars (2016)

Esistono alcune imitazioni, tra cui FreeOrion, gioco open source ispirato alla saga.